# Barbara Kötelesová
Barbara Kötelesová (* 12. Mai 1996) ist eine slowakische Tennisspielerin.

## Karriere
Kötelesová spielt überwiegend auf Turnieren der ITF Women’s World Tennis Tour, bei denen sie bislang 11 Titel im Doppel gewonnen hat.
2016 stand sie im Finale des ITF-Turniers von Hammamet gegen Katharina Hobgarski, das sie mit 4:6 und 2:6 verlor.
2021 stand sie im Kader des TC Winenden.

## Turniersiege

### Doppel
| Nr. | Datum              | Turnier    | Kategorie   | Belag | Partnerin             | Finalgegnerinnen                         | Ergebnis          |
| --- | ------------------ | ---------- | ----------- | ----- | --------------------- | ---------------------------------------- | ----------------- |
| 1.  | 4. Oktober 2013    | Solin      | ITF $10.000 | Sand  | Dea Herdželaš         | Gabriela Pantůčková Dominika Paterová    | 7:64, 6:3         |
| 2.  | 13. September 2014 | Bol        | ITF $10.000 | Sand  | Vivien Juhászová      | Gabriela van de Graaf Julia Wachaczyk    | 2:6, 6:1, [10:7]  |
| 3.  | 24. Juli 2015      | Palić      | ITF $10.000 | Sand  | Nina Holanová         | Dajana Dukic Alexandra Nancarrow         | 6:3, 5:7, [10:6]  |
| 4.  | 28. August 2015    | Koper      | ITF $10.000 | Sand  | Julieta Lara Estable  | Jana Jablonovska Manca Pislak            | 3:6, 7:5, [10:7]  |
| 5.  | 3. Juni 2016       | Hammamet   | ITF $10.000 | Sand  | Kassandra Davesne     | Julija Kulikowa Anna Makhorkina          | 3:6, 6:3, [10:8]  |
| 6.  | 1. Juli 2016       | Banja Luka | ITF $10.000 | Sand  | Manca Pislak          | Viktória Kužmová Julija Stamatowa        | 6:75, 6:4, [10:5] |
| 7.  | 22. Juli 2016      | Prokuplje  | ITF $10.000 | Sand  | Tamara Čurović        | Masa Jovanovic Angelique Svinos          | 5:7, 6:3, [10:8]  |
| 8.  | 17. September 2016 | Hammamet   | ITF $10.000 | Sand  | Kassandra Davesne     | Angelica Moratelli Swjatlana Piraschenka | ohne Spiel        |
| 9.  | 29. Oktober 2016   | Hammamet   | ITF $10.000 | Sand  | Tamara Čurović        | Tereza Kolářová Julija Kulikowa          | 3:6, 6:4, [10:3]  |
| 10. | 20. November 2016  | Hammamet   | ITF $10.000 | Sand  | Tamara Čurović        | Déborah Kerfs Patrycja Polańska          | 7:5, 3:6, [10:4]  |
| 11. | 3. Juni 2017       | Hammamet   | ITF $15.000 | Sand  | Kajsa Rinaldo Persson | Victoria Muntean Julia Wachaczyk         | 7:65, 4:6, [10:7] |